# John-F.-Kennedy-Institut für Nordamerikastudien
Das John-F.-Kennedy-Institut für Nordamerikastudien (JFKI, bis 1963: Amerika-Institut) ist eine interdisziplinäre Forschungseinrichtung der Freien Universität Berlin, welche auf die Region Nordamerika spezialisiert ist und als eines der renommiertesten Institute der FU gilt. Zugleich ist es als interdisziplinäres Forschungs- und Lehrinstitut das größte und bedeutendste seiner Art außerhalb Nordamerikas. Das Institut ist vor allem auf die Vereinigten Staaten von Amerika und Kanada spezialisiert, nachdem das Lateinamerika-Institut der Freien Universität Mexiko in besonderem Maße in Lehre und Forschung miteinbezieht.

## Geschichte
Im November 1954 wurde das Amerika-Institut gegründet. Es knüpfte an die Tradition des 1910 gegründeten Berliner Amerika-Instituts an, das sich bereits vor dem Zweiten Weltkrieg aus verschiedenen fachlichen Blickwinkeln mit Nordamerika beschäftigte. Unter den Nationalsozialisten verkümmerte das Institut jedoch zu einer reinen Propagandaeinrichtung. Bis 1962 war das neue Amerika-Institut, wie in den meisten deutschen Universitäten üblich, dem Englischen Seminar untergeordnet und beschäftigte sich daher vor allem mit amerikanischer Literatur.

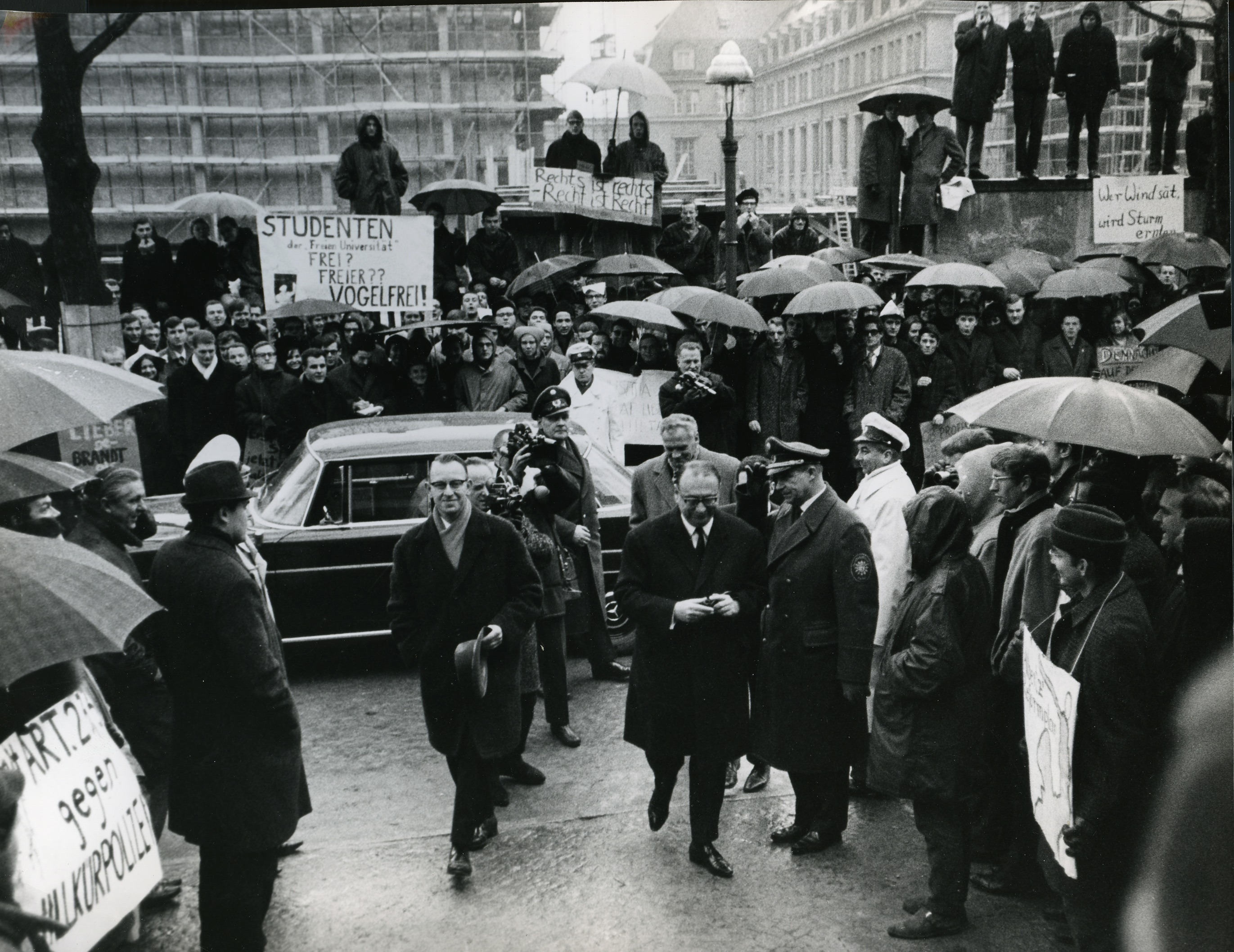
Bild des damaligen Berliner Bürgermeisters Heinrich Albertz zu Gast bei der Einweihungszeremonie des John F. Kennedy Instituts für Nordamerikastudien am 28. Januar 1967.

1963 wurde das Institut vom Politikwissenschaftler Ernst Fraenkel zum interfakultativen Institut umgewandelt, um eine wissenschaftliche Spezialisierung auf die USA zu ermöglichen. Namensgeber wurde der im Gründungsjahr des Instituts bei einem Attentat ermordete John F. Kennedy, der 35. Präsident der Vereinigten Staaten. Als institutionelles Vorbild galt außerdem das überaus erfolgreiche Osteuropa-Institut der Freien Universität.
Ausgehend von Fraenkels Konzept der integrativen Politikwissenschaft sollte sich das Institut dem politischen System der USA aus unterschiedlichen fachlichen Perspektiven annähern. Entsprechend des Konzepts kann das politische System eines Landes nur unter Einbeziehung von u. a. Kultur, Gesellschaft und Wirtschaft verstanden werden. Zunächst gab es am Institut die Abteilungen Amerikanische Literatur, Amerikanische Politik, Amerikanische Zivilisation (Kultur), Amerikanische Geschichte, Geographie Nordamerikas und Amerikanische Wirtschaft. Später kamen Soziologie und Linguistik hinzu.
Um seinem interdisziplinären Anspruch gerecht zu werden, zog das Institut bald in sein jetziges Gebäude in der Lansstraße in Berlin-Dahlem um, indem sich zuvor eine Schule befunden hatte. Die kurzen Wege zwischen den Abteilungen sollten den Austausch zwischen den Lehrstühlen anregen. In einem Nebengebäude richtete sich Fraenkel das Direktorat an. 1967 wurde das Institut dann feierlich mit einem Festakt eingeweiht, bei dem neben dem damaligen Bürgermeisters Berlin Heinrich Albertz auch zahlreiche amerikanische Würdenträger ein, die sich unter anderem um den Wiederaufbau des Wissenschaftsstandorts Westberlin verdient gemacht hatten. Zum Zeitpunkt der Feier waren fast alle Lehrstühle des Instituts besetzt: Charles Nichols übernahm die Literaturwissenschaften, Ernst Fraenkel die Politik, Ursula Brumm die Kultur, Gerald Stourzh Geschichte und Karl Lenz die Geographie. In seiner Eröffnungsrede verwies Ernst Fraenkel auf folgende Ziele des Instituts:
1. Ein Zentrum der Amerikaforschung zu sein, das geeignet ist, Gelehrten aus allen Ländern Europas die wesentlichen Quellen, Materialien und wissenschaftliche Literatur zum „Gesamtphänomen USA“ zugänglich zu machen;
2. Ein Zentrum zur Ausbildung von (interdisziplinär orientierten) Amerikaspezialisten, das nachhaltig die Förderung des wissenschaftlichen Nachwuchses in den deutschen Amerikastudien vorantreibt;
3. Studienprogramme zu entwickeln, die einer breiten Gruppe von Studierenden „Kenntnisse der amerikanischen Literatur, Geschichte, Sozial- und Kulturwissenschaften nahe bringen, die [...] unerläßlich sind, damit die Vereinigten Staaten und die sie berührenden Probleme besser verstanden werden, als dies in der Vergangenheit der Fall war.“[3]

Nachdem der Englischunterricht der BRD zu diesem Zeitpunkt fast ausschließlich auf Großbritannien ausgerichtet war, war das dritte Ziel vor allem Lehramtsstudierenden gewidmet. Mit der Gründung des Instituts kurz nach dem Mauerbau wollte die junge Bundesrepublik vor allem dem wichtigen Status der Besatzungsmacht gerecht werden. Die Ford-Stiftung unterstützte dieses Vorhaben mit einer Million Dollar, was die Einrichtung einer amerikanischen Bibliothek in Westberlin ermöglichte.

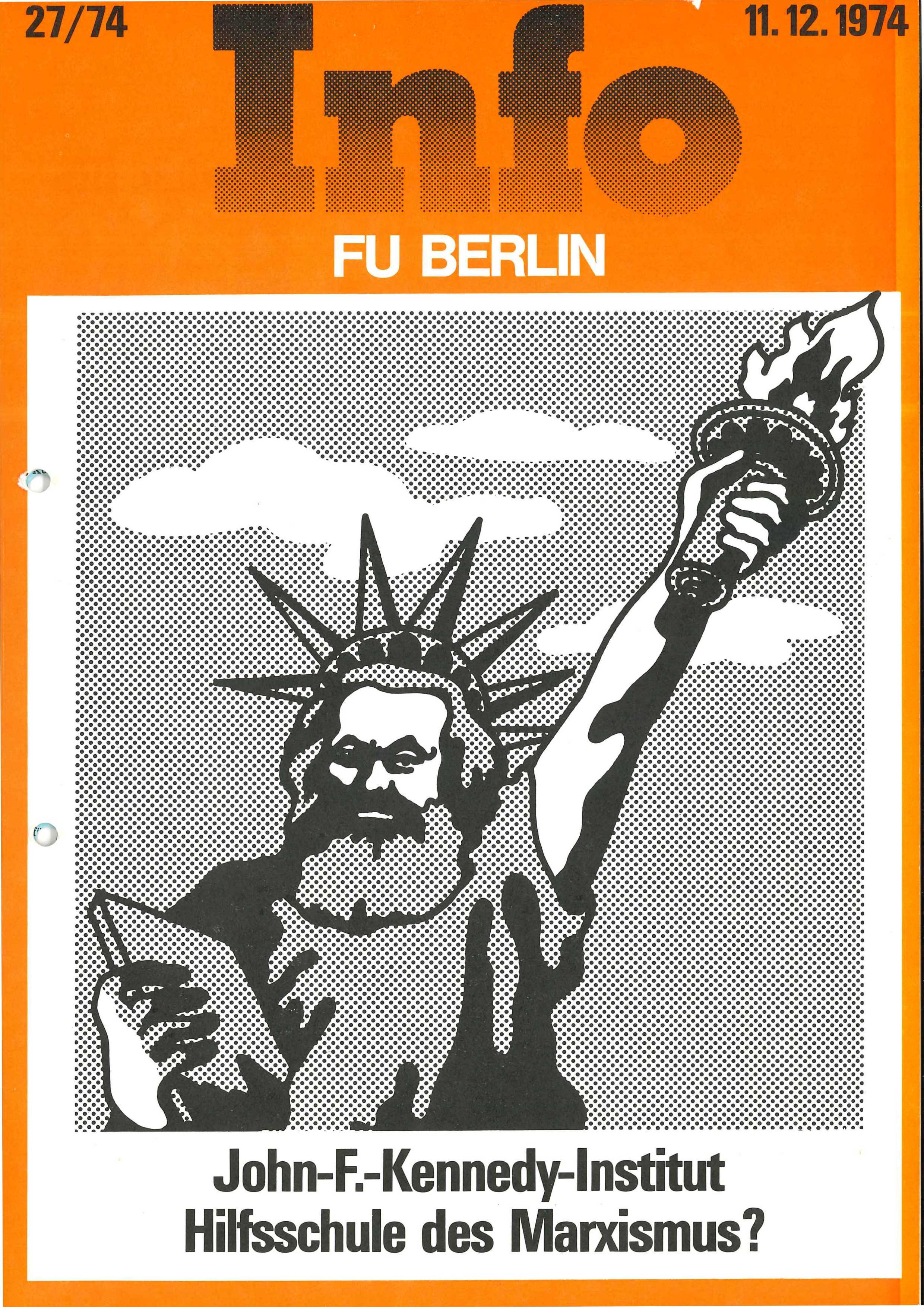
Titelbild der am 11. Dezember 1974 veröffentlichten FU-Info Ausgabe 27/74. Foto zur Verfügung gestellt von Winfried Fluck.

Aufgrund der Nähe zu US-Institutionen geriet das Institut bald ins Visier der Stasi. Im Rahmen der Studentenbewegung von 1968, die besonders stark an der Freien Universität vertreten war und sich mit den Anti-Vietnamprotesten in den USA solidarisierte, fanden außerdem immer wieder Demonstrationen am Institut statt. Nachdem durch das neue Berliner Hochschulgesetz 1969 Studierende zusammen mit Angestellten dieselbe Stimmanzahl im Institutsrat hatten wie Professoren polarisierte die Stimmung zunehmend. 1974 titelte eine FU-Publikation: „John F. Kennedy Institut – Hilfsschule des Marxismus?“.
Als Reaktion erweiterte die Freie Universität die Lehrstühle am Institut um 5 Stellen und schuf somit erneut eine Mehrheit für die Professoren. In den darauffolgenden Jahren arbeitete sich das Institut langsam an einen Normalbetrieb heran. 1989 wurde ein Magisterstudiengang eingeführt und 1991 das Graduiertenkolleg „Die USA und das Problem der Demokratie“ mit Förderung der DFG eingerichtet.
Mit zahlreichen Förderprogrammen unter anderem von der Fulbright-Kommission, der kanadischen Botschaft oder der Terra Foundation for American Art bemühte sich das Institut außerdem Dreh- und Angelpunkt für Nordamerikaforschende aus ganz Europa (inklusive Osteuropa) sowie für amerikanische Akademiker zu sein. Mit den Ernst-Fraenkel-Lectures fanden regelmäßig prominente und der Öffentlichkeit zugängliche Vorträge zu relevanten nordamerikanischen Themen am Institut statt.
2005 und 2006 stellte das John F. Kennedy Institut gemäß der Bologna-Reform seine Studiengänge auf Bachelor und Master um. Im darauffolgenden Jahr ergatterte es einen der begehrten Plätze in der Exzellenzinitiative des Bundes mit seinem den Grundzügen des Instituts entsprechenden interdisziplinären Projekt einer Graduiertenschule. Die Graduate School of North American Studies eröffnete 2007 und ermöglichte zunächst 10 Doktoranden pro Jahr aus verschiedenen Fachrichtungen den Abschluss einer Dissertation mit Nordamerikabezug sowie deren Unterstützung durch nordamerikanische Gastwissenschaftler. Seit 2019 lautet das übergreifende Forschungsthema „Transformationen der 'Demokratie' in Nordamerika“.

## Fächer
In sechs Abteilungen verbindet das JFKI die Fachgebiete Kultur, Literatur, Geschichte, Politik, Wirtschaft und Soziologie Nordamerikas. Zwischenzeitlich wurde am JFKI auch zur Linguistik und Geografie Nordamerikas geforscht und gelehrt. Die jeweiligen Professoren sind dabei finanziell und organisatorisch weiterhin in ihren jeweiligen Fachbereichen verankert. Der Status als Zentralinstitut soll allerdings den interdisziplinären Austausch stärken und gemeinsame Forschungsprojekte ermöglichen.
Studierende der mittlerweile rein englischsprachigen Bachelor- und Masterstudiengänge wählen im Laufe ihres Studiengangs fachliche Spezialisierungen. In Modulen wie der traditionellen Ringvorlesung des Instituts, die jedes Semester von zwei Professoren unterschiedlicher Fachrichtungen organisiert wird, sollen interdisziplinäre Kompetenzen geschärft werden.
Absolventen und Absolventinnen des JFKIs arbeiten als Journalistinnen, Publizisten und Schriftstellerinnen; sie kuratieren Ausstellungen in Museen und fördern in Stiftungen den wissenschaftlichen und politischen Austausch mit Nordamerika; sie nehmen Positionen in der Öffentlichkeitsarbeit oder im Management transatlantischer Firmen ein.

## Bibliothek
Die wissenschaftliche Bibliothek des Instituts umfasst über 750.000 Medieneinheiten. Sie stellt die an Fächerspektrum und Umfang größte Sammlung auf dem Gebiet der Nordamerikastudien in Europa dar. Die Bibliothek hat deshalb auch eine überregionale Servicefunktion im Leihverkehr der Fachbibliotheken. Die Sammlungsschwerpunkte entsprechen den Institutsabteilungen und umfassen die Gebiete der USA, Kanadas sowie der englischsprachigen Karibik. Die Bibliothek betreute seit 1975 den Sammelschwerpunkt Nordamerikanische Zeitungen im Sondersammelgebietsplan der Deutschen Forschungsgemeinschaft. Seit 2011 wurde dieser Schwerpunkt in das Sondersammelgebiet 7.261 – Nordamerikanische Zeitungen im System der verteilten nationalen Forschungsbibliothek umgewandelt. Bestände der Philologischen Bibliothek der Freien Universität Berlin ergänzen das Angebot. Wegen ihrer Bedeutung halten sich jährlich etwa 30 Amerikawissenschaftler aus dem Ausland zu Forschungszwecken in der Bibliothek des JFKI auf. Das Institut unterstützt dies mit einem Stipendienprogramm.

## Graduiertenprogramme
Durch Mittel der Exzellenzinitiative wird das Konzept des JFKI für eine Graduiertenschule seit Oktober 2007 mit rund einer Million Euro jährlich auf fünf Jahre finanziert. Die Graduate School of North American Studies wurde mit dem Ziel eingerichtet, die Herausforderungen des Freiheitsideals in der nordamerikanischen Gegenwart zu untersuchen. Direktorin ist Ulla Haselstein. 2012 wurde die Förderung im Rahmen der Exzellenzinitiative um fünf Jahre verlängert.

## Ehemalige Gastprofessorinnen und Gastdozenten nach Abteilung
| Sprache und Kultur                | Politik                   | Literatur                         | Geschichte                     | Soziologie                   | Wirtschaft                      |
| --------------------------------- | ------------------------- | --------------------------------- | ------------------------------ | ---------------------------- | ------------------------------- |
| Francis Golffing (1956–1957)      | Reynold Wik (1956)        | Carl Dolmetsch (1964–1965)        | Dietrich Gerhard (1959)        | Martin Oppenheimer (1976)    | L. W. Levine (1977)             |
| Delmore Schwartz (1957–1958)      | Robert Jackson (1979)     | Esther M. Jackson (1968)          | Manfred Jonas (1959–1962)      | Arthur Paris (1985)          | Marvin McInnis (1986)           |
| Paul Moore (1958)                 | Thomas E. Flanagan (1983) | George Creeger (1968–1969)        | Charles Crowe (1963)           | Gerald A. McWorter (1985)    | Nicholas Mercuro (1993)         |
| Daniel Fuchs (1980–1981)          | George McGovern (1989)    | Jules Chametzky (1970–1971, 1975) | Richard Brandon Morris (1969)  | Dietrich Rueschemeyer (1992) | Randall Kroszner (1995)         |
| Karen C. Kossuth (1980–1981)      | Leslie A. Pal (1989)      | Roland Hagenbüchle (1975)         | Henry D. Shapiro (1978)        | Danielle Juteau (1994)       | Gary D. Libecap (1996)          |
| Philip Fisher (1981)              | Jean Edward Smith (1989)  | Mathew Winston (1975–1977)        | Nathan I. Huggins (1980)       | Edward Tiryakian (1996)      | Barbara Sands (1996)            |
| Carl Dolmetsch (1981–1982)        | Peter H. Merkl (1991)     | John Fuegi (1977)                 | Carroll Smith-Rosenberg (1980) | Greg M. Nielsen (1999)       | Gerd Hardach (1997)             |
| Wilson J. Moses (1983–1984)       | Frank Fischer (1991–1992) | Elaine Hedges (1979, 1981)        | Kathleen N. Conzen (1982)      |                              | Ulf Christian Ewert (2012–2013) |
| Daniel Fuchs (1987)               | Roger Keil (1996)         | Audre Lorde (1984)                | Kenneth W. K. McNaught (1982)  |                              |                                 |
| Lee C. Mitchell (1990–1991, 1995) | Patricia Mann (1998)      | Brenda F. Berrian (1985)          | Bernard Mergen (1982)          |                              |                                 |
| Monica Heller (1992)              |                           | George Bowering (1985)            | George A. Levesque (1983)      |                              |                                 |
| Werner Sollors (1993)             |                           | Paul B. Armstrong (1985–1986)     | Donald Avery (1987)            |                              |                                 |
| Richard Shusterman (1995–1996)    |                           | Caroline Hall (1989–1990)         | Robert Bieder (1988–1989)      |                              |                                 |
| Scott Bukatman (1996)             |                           | Phil Fischer (1990)               | Walter H. Conser (1990)        |                              |                                 |
| Normand Labrie (1996–1997)        |                           | Peter Buitenhuis (1991)           | Milton C. Sernett (1994–1995)  |                              |                                 |
| Monica Heller (1997)              |                           | Eva-Marie Kroeller (1993)         | J. M. Bumsted (1995)           |                              |                                 |
| Mark Poster (1997)                |                           | Terence Martin (1995)             | Donald Fixico (1997)           |                              |                                 |
| Smalley Mike Cook (2001)          |                           | James Mendelsohn (1996–1997)      | Sharon O’Brien (1997)          |                              |                                 |
| Gregory Fowler (2002–2003)        |                           | Andrew Gross (2003–2004)          | Henry Wend (2001)              |                              |                                 |
| Walter Metz (2003–2004)           |                           | MaryAnn Snyder-Körber (2015–2017) | Marcel Martel (2002)           |                              |                                 |
| Andrew Hemingway (2013–2014)      |                           |                                   | Rosalind Beier (2003–2004)     |                              |                                 |
| Michael Schreyach (2014)          |                           |                                   | Gerald Friesen (2004)          |                              |                                 |
| Kenneth Haltman (2014)            |                           |                                   | Gudrun Löhrer (2009–2013)      |                              |                                 |
| Michele Helene Bogart (2015)      |                           |                                   |                                |                              |                                 |
| Heather Diack (2016)              |                           |                                   |                                |                              |                                 |
| Allison M. Stagg (2016–2017)      |                           |                                   |                                |                              |                                 |
| David Getsy (2020–2021)           |                           |                                   |                                |                              |                                 |
| JoAnne Marie Mancini (2022)       |                           |                                   |                                |                              |                                 |

## Professurgeschichte nach Abteilung
| Kultur                                    | Politik                           | Literatur                      | Geschichte                        | Soziologie                  | Wirtschaft                          | Geographie            | Sprache                         |
| ----------------------------------------- | --------------------------------- | ------------------------------ | --------------------------------- | --------------------------- | ----------------------------------- | --------------------- | ------------------------------- |
| Eric Barnes (1953–1954)                   | Ernst Fraenkel (1963–1967)        | Charles H. Nichols (1963–1969) | Gerald Stourzh (1964–1969)        | Rudolf Braun (1969–1971)    | Rudolf Braun (1969–1971)            | Karl Lenz (1966–1996) | Eric Barnes (1953–1954)         |
| John McCormick (1955–1959)                | Arnulf Baring (1970–1977)         | Armin Paul Frank (1970–1975)   | Hans-Ulrich Wehler (1970–1971)    | Hans Joas (1990–2002)       | Carl-Ludwig Holtfrerich (1983–2007) |                       | John McCormick (1955–1959)      |
| Charles H. Nichols (1959–1989)            | Ekkehart Krippendorff (1978–1989) | Jürgen Peper (1970–1972)       | Knud Krakau (1974–2000)           | Harald Wenzel (2004–2021)   | Irwin Collier (2008–2018)           |                       | Charles H. Nichols (1959–1963)  |
| Ursula Brumm (1963–1989)                  | Herbert Spiro (1981–1989)         | Michael Hoenisch (1971–2003)   | Willi Paul Adams (1977–2002)      | Sebastian Kohl (2022–heute) | Max Steinhardt (2018–heute)         |                       | Michael Hoenisch (1971–1975)    |
| Renate Schmidt-von Bardeleben (1979–1981) | Margit Mayer (1990–2014)          | Heinz Ickstadt (1978–2003)     | Ursula Lehmkuhl (2002–2010)       |                             |                                     |                       | Carol Wollman Pfaff (1977–2009) |
| Winfried Fluck (1989–2012)                | Lora A. Viola (2020–heute)        | Edith Mettke (1980–1995)       | Jessica Gienow-Hecht (2013–heute) |                             |                                     |                       | Colman Kraft (1980–1995)        |
| Frank Kelleter (2013–heute)               | Christian Lammert (2012–heute)    | Ulla Haselstein (2004–2023)    |                                   |                             |                                     |                       |                                 |
|                                           |                                   | Stefanie Müller (2024-heute)   |                                   |                             |                                     |                       |                                 |